# Ladoga (jármű)
A Ladoga (cirill betűkkel: Ладога) szovjet magas védettségű nehéz parancsnoki és felderítő jármű, amely a T–80-as harckocsi alvázán alapul. A speciális rendeltetésű járművet a sugár-, vegyi vagy bakteriológiai szennyezettségű terepen történő használatra tervezték.

## Története
Az 1970-es évek végén bízták meg a leningrádi Kirov gyár KB–3-as tervezőirodáját egy olyan magas védettségű jármű kifejlesztésével, amely alkalmas az állami és katonai vezetésének evakuálására tömegpusztító fegyverek alkalmazása esetén. V. I. Mironov, a KB–3 tervezőiroda főkonstruktőr-helyettese lett a projekt vezetője, majd 1982-ben a KB–3-on belül létrehoztak egy speciális tervezőcsoportot a jármű fejlesztésére. A járművel szembeni alapvető követelmények voltak, hogy meglévő alkatrészekből és berendezésekből kellett megépíteni és a lehető legnagyobb mértékben meg kellett egyeznie a sorozatgyártású járművekkel. Az ABC védelem mellett igény volt az ergonomikus és kényelmes belső tér kialakítása, valamint a fejlett kommunikációs eszközök megléte.
A fejlesztéshez a gázturbinás meghajtású T–80-as harckocsi alvázát vették alapul, lényegében a sorozatgyártású jármű páncélteknőjét és meghajtását változatlan formában megtartva, ugyanakkor új felépítményt terveztek hozzá. Megtartották az 1250 LE teljesítményű GTD–1250 gázturbinás hajtóművet, de kiegészítették olyan berendezéssel, amely a szennyezett port eltávolította a gázturbinából. Emellett a jármű bal oldalán egy 18 kW teljesítményű gázturbinás fedélzeti segédhajtóművet építettek be, amely álló helyzetben, nem járó hajtómű mellett is biztosította az energiaellátást.
Az 1980-as évek első felében készült el Leningrádban az első prototípus.  A járművet különböző terep- és klimatikus viszonyok között tesztelték. Így kipróbálták a Kara-kum sivatagban, a Kopet-dag és a Tien-San hegységben, valamint sarkvidéki környezetben is.
Még a tesztidőszakban a jármű részt vett az 1986-os csernobili atomerőmű-baleset elhárításában. A jármű a sugárzási helyzet megfigyelésében, valamint a mentési és műszaki munkálatok támogatásában vett részt, megközelítve a sérült reaktort. A gép május 3-tól szeptember 28-ig dolgozott a baleseti zónában, majd visszaszállították a tervezőiroda telephelyére.
A sikeres tesztek után 4–5 példány készült kis sorozatú gyártás keretében a leningrádi gyárban.
Egy múzeumi példánya ismert. 2019-ben került a Rosztovi területen lévő Kamenszk-Sahtyinszkijban található Patriot parkba egy Ladoga jármű.
A jármű feltűnt az orosz-ukrán háborúban is. 2024 március 24-én publikáltak egy videofelvételt, amelyen az Ukrán Fegyveres Erők 63. gépesített dandárjához tartozó FPV-drónos egység támadott meg egy Ladoga járművet.

## Jellemzői
A jármű össztömege 42 tonna lett, ami kevesebb, mint az alapjármű tömege. Az új jármű menettulajdonságai alapvetően megegyeztek az alapjárműével. Víz alatti átkelésre azonban nem alkalmas, legfeljebb 1,2 m mélységű vízen képes átgázolni.
Kétfős személyzettel rendelkezik, az utastér négy fő szállítására alkalmas. Az utastér és a személyzet munkahelye el van különítve egymástól. A jármű legfeljebb 70 km/h sebesség elérésére képes. Hatótávolsága 350 km, árokáthidaló képessége 2 méter. Beépített fegyverzettel nem rendelkezik.
A páncéltest belső felületén rögzítették a neutronsugárzás elleni védelmet biztosító elemeket. Ezek megegyeznek a szovjet és orosz harcjárművekben alkalmazott sugárzásvédelmi technológiával. A belső tér levegőellátását a más harcjárműveken is használt szűrő-szellőztető rendszerrel lehetett megoldani, de emellett rendelkezésre állt palackos levegőellátás is.
Az utasteret a felépítmény közepén, az eredeti harckocsi tornyának a helyén alakították ki. Ebben kényelmes ülések és asztalok kaptak helyet. Az utastér ajtaja a jármű bal oldalán kapott helyet, amelyet egy leereszthető lépcsőn lehetett megközelíteni.
A járművet felszerelték a környezet állapotának monitorozására alkalmas szenzorokkal, valamint a környezet megfigyelésére alkalmas két videokamerával. A járműben egy külön rekeszt alakítottak ki az ívóvíz és élelmiszer tárolására. Ez 48 órán keresztül biztosította az utasok ellátását.